# Wolfeck (Dorfen)

Wolfeck 1

Wolfeck ist ein Gemeindeteil der Stadt Dorfen im oberbayerischen Landkreis Erding.

## Lage
Die Einöde Wolfeck liegt 6,5 Kilometer nordöstlich von Dorfen auf der Gemarkung Grüntegernbach.

## Bevölkerungsentwicklung
Um 1871 gab es in Wolfeck sieben Einwohner. Im Mai 1987 lebten dort zwei Einwohner in einem Wohngebäude.
| Jahr      | 1871 | 1925 | 1950 | 1970 | 1987 |
| Einwohner | 7    | 10   | 8    | 4    | 2    |